# Pastinaca stenophylla
Pastinaca stenophylla är en flockblommig växtart som beskrevs av Calest. Pastinaca stenophylla ingår i släktet palsternackor, och familjen flockblommiga växter. Inga underarter finns listade i Catalogue of Life.